# فهرست کشورها بر پایه سرمایه‌گذاری مستقیم خارجی در خارج از کشور
این صفحه فهرست کشورها، بر پایه سهام سرمایه‌گذاری مستقیم خارجی در خارج از کشور است. که بر اساس ارزش دلار، ایالات متحده از تمام سرمایه گذاری کشورهای خارجی که به طور مستقیم توسط مردم انجام شده است.
امار بر اساس کتاب حقایق جهان می باشد.
| رتبه | کشور                | سرمایه گذاری مستقیم خارجی خارج از کشور | اطلاعات   |
| ---- | ------------------- | -------------------------------------- | --------- |
| —    | جهان                | ۱۶٬۲۲۰٬۰۰۰٬۰۰۰٬۰۰۰                     | ۲۰۰۸ est. |
| ۱    | ایالات متحده آمریکا | ۳٬۵۹۷٬۰۰۰٬۰۰۰٬۰۰۰                      | ۲۰۱۰ est. |
| ۲    | فرانسه              | ۱٬۸۳۷٬۰۰۰٬۰۰۰٬۰۰۰                      | ۲۰۱۰ est. |
| ۳    | بریتانیا            | ۱٬۷۰۵٬۰۰۰٬۰۰۰٬۰۰۰                      | ۲۰۱۰ est. |
| ۴    | آلمان               | ۱٬۴۸۴٬۰۰۰٬۰۰۰٬۰۰۰                      | ۲۰۱۰ est. |
| ۵    | هلند                | ۹۵۰٬۸۰۰٬۰۰۰٬۰۰۰                        | ۲۰۱۰ est. |
| —    | هنگ کنگ             | ۸۷۳٬۱۰۰٬۰۰۰٬۰۰۰                        | ۲۰۱۰ est. |
| ۶    | سوئیس               | ۸۱۴٬۶۰۰٬۰۰۰٬۰۰۰                        | ۲۰۱۰ est. |
| ۷    | ژاپن                | ۷۱۹٬۹۰۰٬۰۰۰٬۰۰۰                        | ۲۰۱۰ est. |
| ۸    | اسپانیا             | ۶۴۱٬۰۰۰٬۰۰۰٬۰۰۰                        | ۲۰۱۰ est. |
| ۹    | بلژیک               | ۶۳۲٬۸۰۰٬۰۰۰٬۰۰۰                        | ۲۰۱۰ est. |
| ۱۰   | کانادا              | ۶۰۲٬۵۰۰٬۰۰۰٬۰۰۰                        | ۲۰۱۰ est. |
| ۱۱   | ایتالیا             | ۶۰۱٬۱۰۰٬۰۰۰٬۰۰۰                        | ۲۰۱۰ est. |
| ۱۲   | سوئد                | ۳۸۳٬۹۰۰٬۰۰۰٬۰۰۰                        | ۲۰۱۰ est. |
| ۱۳   | جمهوری ایرلند       | ۲۸۶٬۲۰۰٬۰۰۰٬۰۰۰                        | ۲۰۱۰ est. |
| ۱۴   | چین                 | ۲۷۸٬۹۰۰٬۰۰۰٬۰۰۰                        | ۲۰۱۰ est. |
| ۱۵   | روسیه               | ۲۶۰٬۵۰۰٬۰۰۰٬۰۰۰                        | ۲۰۱۰ est. |
| ۱۶   | استرالیا            | ۲۴۵٬۹۰۰٬۰۰۰٬۰۰۰                        | ۲۰۱۰ est. |
| ۱۷   | نروژ                | ۲۲۶٬۶۰۰٬۰۰۰٬۰۰۰                        | ۲۰۱۰ est. |
| ۱۸   | دانمارک             | ۱۹۹٬۸۰۰٬۰۰۰٬۰۰۰                        | ۲۰۱۰ est. |
| ۱۹   | سنگاپور             | ۱۷۲٬۱۰۰٬۰۰۰٬۰۰۰                        | ۲۰۱۰ est. |
| -    | تایوان              | ۱۶۲٬۹۰۰٬۰۰۰٬۰۰۰                        | ۲۰۰۹ est. |
| ۲۰   | اتریش               | ۱۵۴٬۱۰۰٬۰۰۰٬۰۰۰                        | ۲۰۱۰ est. |
| ۲۱   | برزیل               | ۱۳۱٬۰۰۰٬۰۰۰٬۰۰۰                        | ۲۰۱۰ est. |
| ۲۲   | فنلاند              | ۱۲۲٬۲۰۰٬۰۰۰٬۰۰۰                        | ۲۰۱۰ est. |
| ۲۳   | کره جنوبی           | ۱۱۵٬۶۰۰٬۰۰۰٬۰۰۰                        | ۲۰۰۹ est. |
| ۲۴   | هند                 | ۸۹٬۰۴۰٬۰۰۰٬۰۰۰                         | ۲۰۱۰ est. |
| ۲۵   | مالزی               | ۸۲٬۶۵۰٬۰۰۰٬۰۰۰                         | ۲۰۱۰ est. |
| ۲۶   | پرتغال              | ۶۳٬۶۴۰٬۰۰۰٬۰۰۰                         | ۲۰۱۰ est. |
| ۲۷   | مکزیک               | ۶۲٬۹۳۰٬۰۰۰٬۰۰۰                         | ۲۰۱۰ est. |
| ۲۸   | اسرائیل             | ۵۸٬۴۲۰٬۰۰۰٬۰۰۰                         | ۲۰۱۰ est. |
| ۲۹   | امارات متحده عربی   | ۵۴٬۹۱۰٬۰۰۰٬۰۰۰                         | ۲۰۱۰ est. |
| ۳۰   | آفریقای جنوبی       | ۵۳٬۳۸۰٬۰۰۰٬۰۰۰                         | ۲۰۱۰ est. |
| ۳۱   | شیلی                | ۵۱٬۱۵۰٬۰۰۰٬۰۰۰                         | ۲۰۱۰ est. |
| ۳۲   | کویت                | ۴۴٬۳۱۰٬۰۰۰٬۰۰۰                         | ۲۰۱۰ est. |
| ۳۳   | یونان               | ۳۸٬۶۶۰٬۰۰۰٬۰۰۰                         | ۲۰۱۰ est. |
| ۳۴   | اندونزی             | ۳۳٬۷۱۰٬۰۰۰٬۰۰۰                         | ۲۰۱۰ est. |
| ۳۵   | لهستان              | ۳۰٬۷۱۰٬۰۰۰٬۰۰۰                         | ۲۰۱۰ est. |
| ۳۶   | آرژانتین            | ۳۰٬۱۶۰٬۰۰۰٬۰۰۰                         | ۲۰۱۰ est. |
| ۳۷   | ونزوئلا             | ۲۰٬۹۷۰٬۰۰۰٬۰۰۰                         | ۲۰۱۰ est. |
| ۳۸   | تایلند              | ۲۰٬۳۰۰٬۰۰۰٬۰۰۰                         | ۲۰۱۰ est. |
| ۳۹   | مجارستان            | ۱۹٬۸۰۰٬۰۰۰٬۰۰۰                         | ۲۰۱۰ est. |
| ۴۰   | قطر                 | ۱۹٬۴۹۰٬۰۰۰٬۰۰۰                         | ۲۰۱۰ est. |
| ۴۱   | کلمبیا              | ۱۹٬۲۰۰٬۰۰۰٬۰۰۰                         | ۲۰۱۰ est. |
| ۴۲   | تاجیکستان           | ۱۸٬۵۰۰٬۰۰۰٬۰۰۰                         | ۲۰۱۰ est. |
| ۴۳   | عربستان سعودی       | ۱۸٬۰۰۰٬۰۰۰٬۰۰۰                         | ۲۰۱۰ est. |
| ۴۴   | قبرس                | ۱۶٬۵۷۰٬۰۰۰٬۰۰۰                         | ۲۰۱۰ est. |
| ۴۵   | ترکیه               | ۱۶٬۴۲۰٬۰۰۰٬۰۰۰                         | ۲۰۱۰ est. |
| ۴۶   | لیبی                | ۱۵٬۳۲۰٬۰۰۰٬۰۰۰                         | ۲۰۱۰ est. |
| ۴۷   | جمهوری چک           | ۱۴٬۶۷۰٬۰۰۰٬۰۰۰                         | ۲۰۱۰ est. |
| ۴۸   | اسلوونی             | ۹٬۰۰۱٬۰۰۰٬۰۰۰                          | ۲۰۱۰ est. |
| ۴۹   | بحرین               | ۸٬۳۹۹٬۰۰۰٬۰۰۰                          | ۲۰۱۰ est. |
| ۵۰   | ویتنام              | ۷٬۷۰۰٬۰۰۰٬۰۰۰                          | ۲۰۰۹ est. |
| ۵۱   | قزاقستان            | ۷٬۲۰۸٬۰۰۰٬۰۰۰                          | ۲۰۱۰ est. |
| ۵۲   | استونی              | ۷٬۱۳۴٬۰۰۰٬۰۰۰                          | ۲۰۱۰ est. |
| ۵۳   | فیلیپین             | ۶٬۴۹۵٬۰۰۰٬۰۰۰                          | ۲۰۱۰ est. |
| ۵۴   | کرواسی              | ۶٬۳۳۴٬۰۰۰٬۰۰۰                          | ۲۰۱۰ est. |
| ۵۵   | نیجریه              | ۶٬۰۷۱٬۰۰۰٬۰۰۰                          | ۲۰۱۰ est. |
| ۵۶   | جمهوری آذربایجان    | ۶٬۰۵۸٬۰۰۰٬۰۰۰                          | ۲۰۱۰ est. |
| ۵۷   | مصر                 | ۴٬۹۰۰٬۰۰۰٬۰۰۰                          | ۲۰۱۰ est. |
| ۵۸   | آنگولا              | ۴٬۸۸۳٬۰۰۰٬۰۰۰                          | ۲۰۱۰ est. |
| ۵۹   | کوبا                | ۴٬۱۳۸٬۰۰۰٬۰۰۰                          | ۲۰۰۶ est. |
| ۶۰   | ترینیداد و توباگو   | ۳٬۸۲۹٬۰۰۰٬۰۰۰                          | ۲۰۰۷      |
| ۶۱   | اسلواکی             | ۲٬۶۴۳٬۰۰۰٬۰۰۰                          | ۲۰۱۰ est. |
| ۶۲   | لیتوانی             | ۲٬۵۰۷٬۰۰۰٬۰۰۰                          | ۲۰۱۰ est. |
| ۶۳   | اوکراین             | ۲٬۳۲۷٬۰۰۰٬۰۰۰                          | ۲۰۱۰ est. |
| ۶۴   | پرو                 | ۲٬۱۲۰٬۰۰۰٬۰۰۰                          | ۲۰۱۰ est. |
| ۶۵   | ایران               | ۲٬۰۷۵٬۰۰۰٬۰۰۰                          | ۲۰۱۰ est. |
| ۶۶   | الجزایر             | ۱٬۸۴۴٬۰۰۰٬۰۰۰                          | ۲۰۱۰ est. |
| ۶۷   | رومانی              | ۱٬۸۳۱٬۰۰۰٬۰۰۰                          | ۲۰۱۰ est. |
| ۶۸   | بلغارستان           | ۱٬۳۷۲٬۰۰۰٬۰۰۰                          | ۲۰۱۰ est. |
| ۶۹   | لتونی               | ۱٬۰۹۷٬۰۰۰٬۰۰۰                          | ۲۰۱۰ est. |
| ۷۰   | مراکش               | ۱٬۰۴۷٬۰۰۰٬۰۰۰                          | ۲۰۱۰ est. |
| ۷۱   | پاکستان             | ۱٬۰۴۷٬۰۰۰٬۰۰۰                          | ۲۰۱۰ est. |
| -    | ماکائو              | ۹۸۰٬۰۰۰٬۰۰۰                            | ۲۰۰۹ est. |
| ۷۲   | کاستاریکا           | ۵۴۷٬۰۰۰٬۰۰۰                            | ۲۰۱۰ est. |
| ۷۳   | کنیا                | ۳۳۸٬۰۰۰٬۰۰۰                            | ۲۰۱۰ est. |
| ۷۴   | السالوادور          | ۲۷۳٬۰۰۰٬۰۰۰                            | ۲۰۱۰ est. |
| ۷۵   | تونس                | ۲۵۱٬۰۰۰٬۰۰۰                            | ۲۰۱۰ est. |
| ۷۶   | اروگوئه             | ۱۵۶٬۰۰۰٬۰۰۰                            | ۲۰۰۷ est. |
| ۷۷   | بنگلادش             | ۸۲٬۰۰۰٬۰۰۰                             | ۲۰۱۰ est. |
| ۷۸   | مولدووا             | ۶۲٬۴۴۰٬۰۰۰                             | ۲۰۱۰ est. |